# Ostravice (nádraží)
Ostravice je železniční stanice (někdejší dopravna D3), která se nachází poblíž centra obce Ostravice v okrese Frýdek-Místek. Leží v km 6,161 jednokolejné železniční trati Frýdlant nad Ostravicí – Ostravice. Jedná se o její koncovou dopravnu, ale původně šlo o mezilehlou stanici, neboť trať pokračovala až do Bílé.

## Historie
Stanice byla dána do provozu v srpnu 1908, tedy současně s tratí z Frýdlantu nad Ostravicí do Bílé, kterou postavila a provozovala společnost Místní dráha Frýdlant - Bílá. 10. ledna 1965 byl zastaven provoz v úseku z Ostravice do Bílé, který musel ustoupit výstavbě vodní nádrže Šance. Ostravice se tak stala koncovou stanicí lokálky.

## Dřívější názvy[2]
- 1908–1919 Ostrawitz
- 1918–1939 Ostravice
- 1939–1945 Ostrawitz / Ostravice
- 1945–dosud Ostravice

## Popis stanice

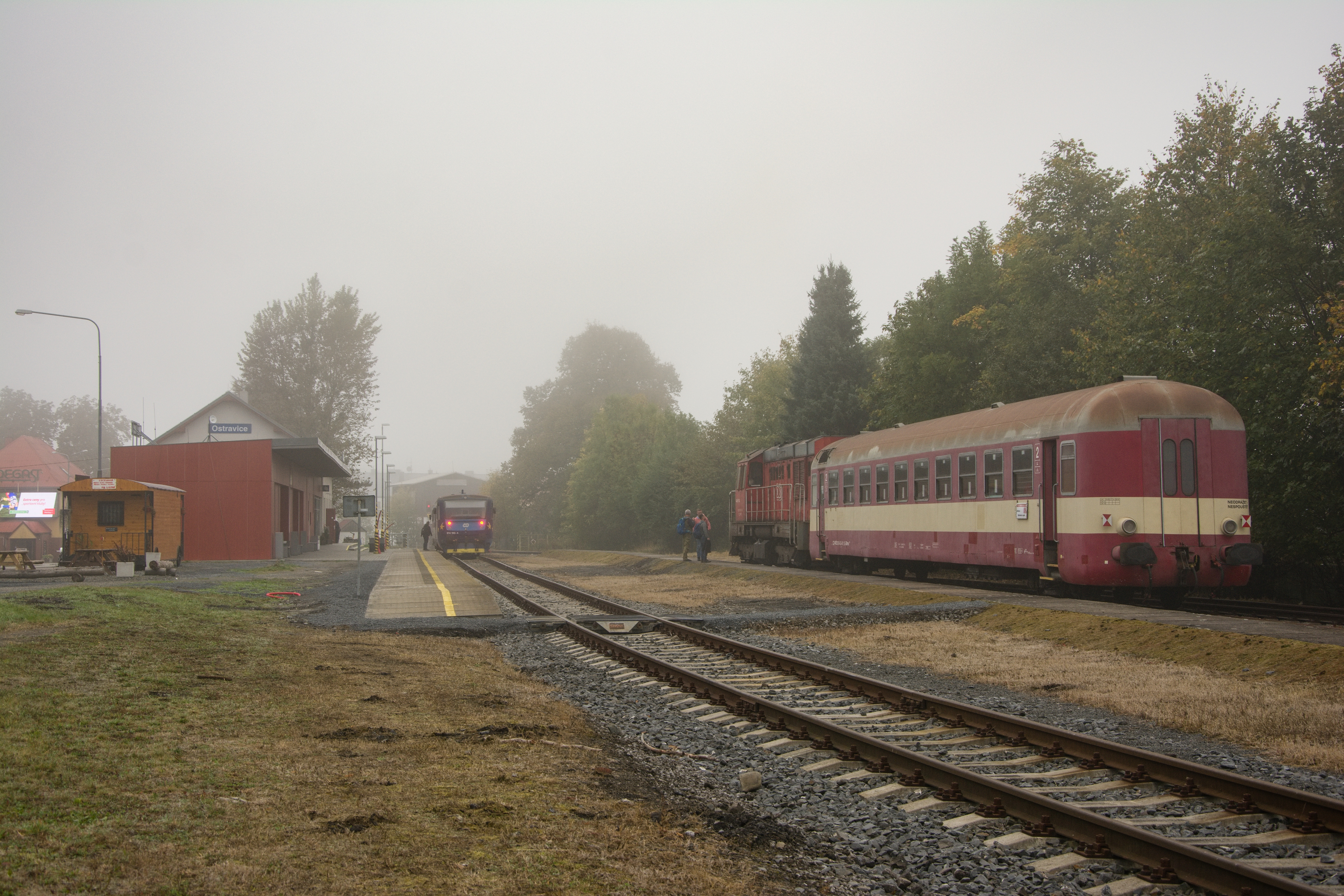
Obě dopravní koleje v dopravně obsazené osobními vlaky

Ještě v roce 2001 bylo v Ostravici poměrně rozsáhlé kolejiště, které zahrnovalo celkem čtyři dopravní koleje, u všech těchto kolejí byla úrovňová nástupiště. Před budovou byla kolej č. 1, vpravo od budovy z ní odbočovala (na stranu budovy) kusá dopravní kolej č. 2. Dále od budovy následovaly dopravní koleje č. 3 a 5. Z koleje č. 5 odbočovala směrem k Frýdlantu vlečka pily, na opačnou stranu pak kusá manipulační kolej č. 7. Už v té době byla dopravna vybavena vjezdovou samovratnou výhybkou s přednostní polohou na kolej č. 1. Ostatní výhybky byly ručně přestavované, celkem bylo v dopravně osm výhybek.

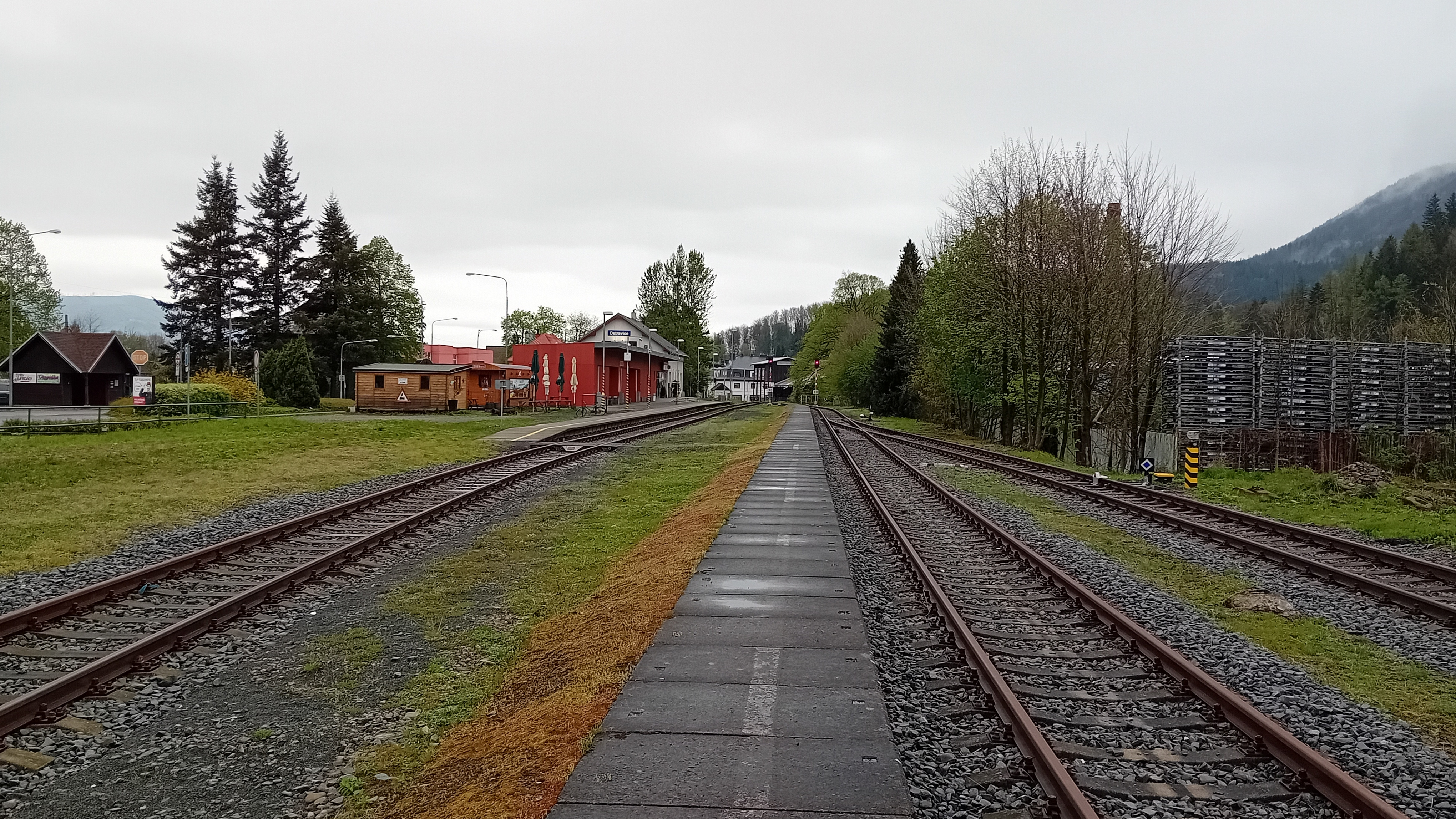
Panoramatický pohled na stanici

Po značné redukci kolejiště byly v roce 2021 v dopravně jen dvě dopravní koleje: č. 1 u budovy, dále pak č. 3 (bývalá kolej č. 5). Zůstala zachována kusá manipulační kolej č. 5 (bývalá kolej č. 7) odbočující z koleje č. 3. Ostatní koleje byly sneseny. V dopravně tak zůstaly jen tří výhybky, včetně samovratné výhybky č. 1 na vjezdovém zhlaví. U obou dopravních kolejí jsou úrovňová nástupiště, u koleje č. 1 vnější o délce 96 m s výškou nástupní hrany 250 mm nad temenem kolejnice, u koleje č. 3 vnitřní (přístup po přechodu přes kolej č. 1) o délce 130 m a výšce 250 mm. Dopravna byla kryta lichoběžníkovou tabulkou, která je umístěna v km 5,925. Na opačné straně dopravna končila zarážedlem na konci koleje 3a (pokračování koleje č. 3) v km 6,379, což byl i konec trati. Na frýdlantském záhlaví v km 5,960 se nacházel železniční přejezd P7476 vybavený světelným přejezdovým zabezpečovacím zařízením (PZZ) se závorami. Tento přejezd byl kryt ze strany od dopravny krycím návěstidlem Sk F. Zajímavostí byla vazba toho PZZ na světelné signalizační zařízení na přilehlé křižovatce. Přejezd byl rovněž vybaven detektorem překážek na přejezdu, čili pokud bylo na přejezdu silniční vozidlo, nedošlo k rozsvícení návěsti „Volno“ na krycím návěstidle.

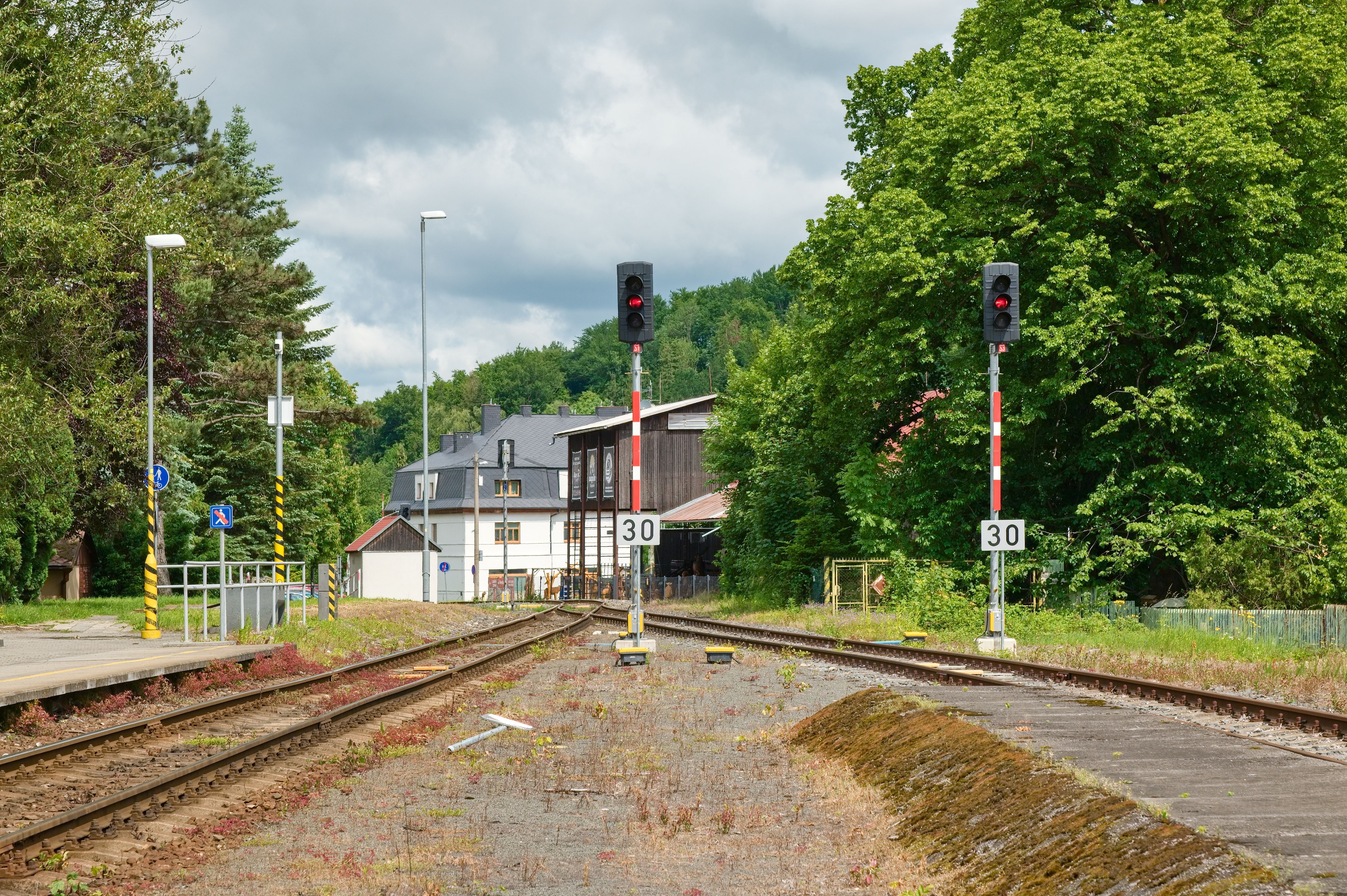
Frýdlantské zhlaví s odjezdovými návěstidly

15. června 2022 bylo na trati Frýdlant nad Ostravicí – Ostravice zaveden provoz dle předpisu D1 a dopravna Ostravice byla změněna na stanici. V Ostravici bylo aktivováno elektronické stavědlo ESA 11, které je dálkově ovládáno ze sousední stanice Frýdlant nad Ostravicí. Stanice je vybavena světelnými návěstidly, vjezdové návěstidlo L se nachází v km 5,89. Obě dopravní koleje (č. 1 a 3) jsou opatřeny světelnými návěstidly, odjezdovými S1 a S3 směrem na Frýdlant, na opačné straně se nacházejí cestová návěstidla Lc1 a Lc3 s neproměnnou návěstí „Stůj“. Jízdy vlaků v mezistaničním úseku jsou zajištěny pomocí automatického hradla AH ESA-04 bez návěstního bodu.

## Provoz osobní dopravy
Stanice je koncovou, resp. výchozí pro osobní a spěšné vlaky ČD na lince Esko S5 ve směru Frýdlant nad Ostravicí, Frýdek-Místek, Ostrava-Kunčice, Ostrava hlavní nádraží a Ostrava-Vítkovice. Vlaky jsou integrovány v systému ODIS.

## Služby ve stanici
Ve stanici jsou následující služby : Vnitrostátní pokladní přepážka, je možno platit platební kartou a eury, prostory pro cestující, wc, veřejné parkoviště, bufet nebo rychlé občerstvení a další obchody nebo služby.